# Saint-Pé-de-Bigorre
Saint-Pé-de-Bigorre – miejscowość i gmina we Francji, w regionie Oksytania, w departamencie Pireneje Wysokie.
Według danych na rok 1990 gminę zamieszkiwało 1296 osób, a gęstość zaludnienia wynosiła 30 osób/km² (wśród 3020 gmin regionu Midi-Pireneje Saint-Pé-de-Bigorre plasuje się na 271. miejscu pod względem liczby ludności, natomiast pod względem powierzchni na miejscu 142.).